# 黄宫湖
黄宫湖，位于中华人民共和国新疆维吾尔自治区阿克苏地区阿克苏市阿依库勒镇西南，是艾西曼湖群的一个子湖。黄宫湖是一个内陆微咸湖，湖水主要来自山前倾斜平原的暴雨洪水、阿克苏河下游老大河三角洲潜水和阿依库勒灌区的退、排水。湖面面积约8.64平方千米，平均水深1.5米，最大水深2.5米。黄宫湖富渔业资源，所产“黄宫鱼”在当地久负盛名。